# 1926 a tudományban
Az 1926. év a tudományban és a technikában.

## Díjak
- Nobel-díjak
  - Fizikai Nobel-díj: Jean Baptiste Perrin
  - Fiziológiai és orvostudományi Nobel-díj: Johannes Fibiger
  - Kémiai Nobel-díj: Theodor Svedberg

## Születések
- január 29. – Abdus Salam Nobel-díjas pakisztáni fizikus, asztrofizikus († 1996)
- február 7. – Konsztantyin Petrovics Feoktyisztov orosz, szovjet mérnök, űrhajós († 2009)
- április 3. – Virgil Grissom, a második amerikai űrhajós, aki eljutott a világűrbe († 1967)
- május 1. – Lax Péter (Peter D. Lax) magyar születésű amerikai matematikus
- május 8. – David Attenborough angol természettudós, dokumentumfilmes, az ismeretterjesztő televízióműsorok egyik úttörője
- május 31. – Kemény János magyarországi születésű amerikai matematikus, számítástechnikus († 1992)
- június 5. – Claude Berge francia matematikus, a modern kombinatorika és gráfelmélet egyik megalapozója († 2002)
- július 9. – Ben Roy Mottelson amerikai születésű megosztott Nobel-díjas dán fizikus († 2022)
- július 31. – Hilary Putnam amerikai analitikus filozófus, az agyak a tartályban elmélet és a belső realizmus megalkotója († 2016)
- szeptember 19. – Kosiba Maszatosi megosztott Nobel-díjas japán fizikus († 2020)
- szeptember 21. – Donald Arthur Glaser Nobel-díjas amerikai fizikus és neurobiológus († 2013)
- november 30. – Andrew Schally lengyel származású megosztott Nobel-díjas amerikai biokémikus
- november 24. – Li Cseng-tao (Tsung-Dao Lee) megosztott Nobel-díjas kínai-amerikai fizikus
- december 11. – Jean-Pierre Kahane francia matematikus, a Magyar Tudományos Akadémia tiszteleti tagja († 2017)

## Halálozások
- február 8. – William Bateson brit zoológus, genetikus (* 1861)
- február 21. – Heike Kamerlingh Onnes Nobel-díjas holland fizikus, a szupravezetés felfedezője (* 1853)
- február 28. – Alphonse Louis Nicolas Borrelly francia csillagász (* 1842)
- április 18. – Jan Szczepanik lengyel feltaláló, akit kortársai „a lengyel Edison” vagy „galíciai zseni” néven emlegettek (* 1872)
- október 7. – Emil Kraepelin német pszichiáter (* 1856)